# Richard Peter

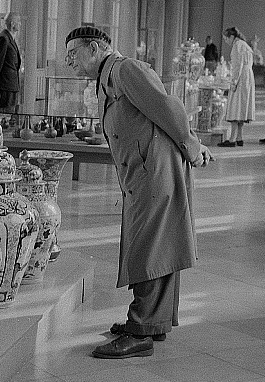
Richard Peter, zelfportret

Richard Peter (Oława, Silezië 10 mei 1895 – Dresden, 3 oktober 1977) was een Duits fotograaf en fotojournalist.

## Leven en werk
Peter werkt reeds op jonge leeftijd als smid en kompel en diende tijdens de Eerste Wereldoorlog in het Duitse leger. Na de oorlog sloot hij zich aan bij de arbeidersbeweging en de Kommunistische Partei Deutschlands. In de jaren twintig en begin jaren dertig werkte hij als fotograaf, maar na de machtsovername door de nazi’s kreeg hij een beroepsverbod opgelegd. Tijdens de Tweede Wereldoorlog diende hij opnieuw als soldaat.
In 1949 werd Peter uit de Sozialistische Einheitspartei Deutschlands gestoten, nadat hij onderzoek had gedaan naar corruptie door partijfunctionarissen.
Nadat Peter aan het einde van de oorlog terugkeerde naar Dresden zag hij dat de stad en zijn persoonlijke bezittingen verwoest waren. Hij fotografeerde de door bombardementen verwoeste stad en later haar wederopbouw. In 1950 publiceerde hij deze foto’s in zijn beroemd geworden fotoboek Dresden, eine Kamera klagt an.
Peter maakte ook veel geroemde fotoreportages over pittoreske Duitse plaatsen als Bautzen en Stralsund waarin hij uitdrukking geeft aan een nostalgisch gevoel over een langzaam verdwijnende wereld. In de jaren zestig reisde hij naar Rusland en maakte onder meer een fotoserie over Tolstoj’s voormalige landgoed Jasnaja Poljana,
Een belangrijk deel van zijn werk is thans in het bezit van de Staatsbibliotheek te Saksen. Veel van zijn werk van voor de Tweede Wereldoorlog is verloren gegaan.

## Galerij

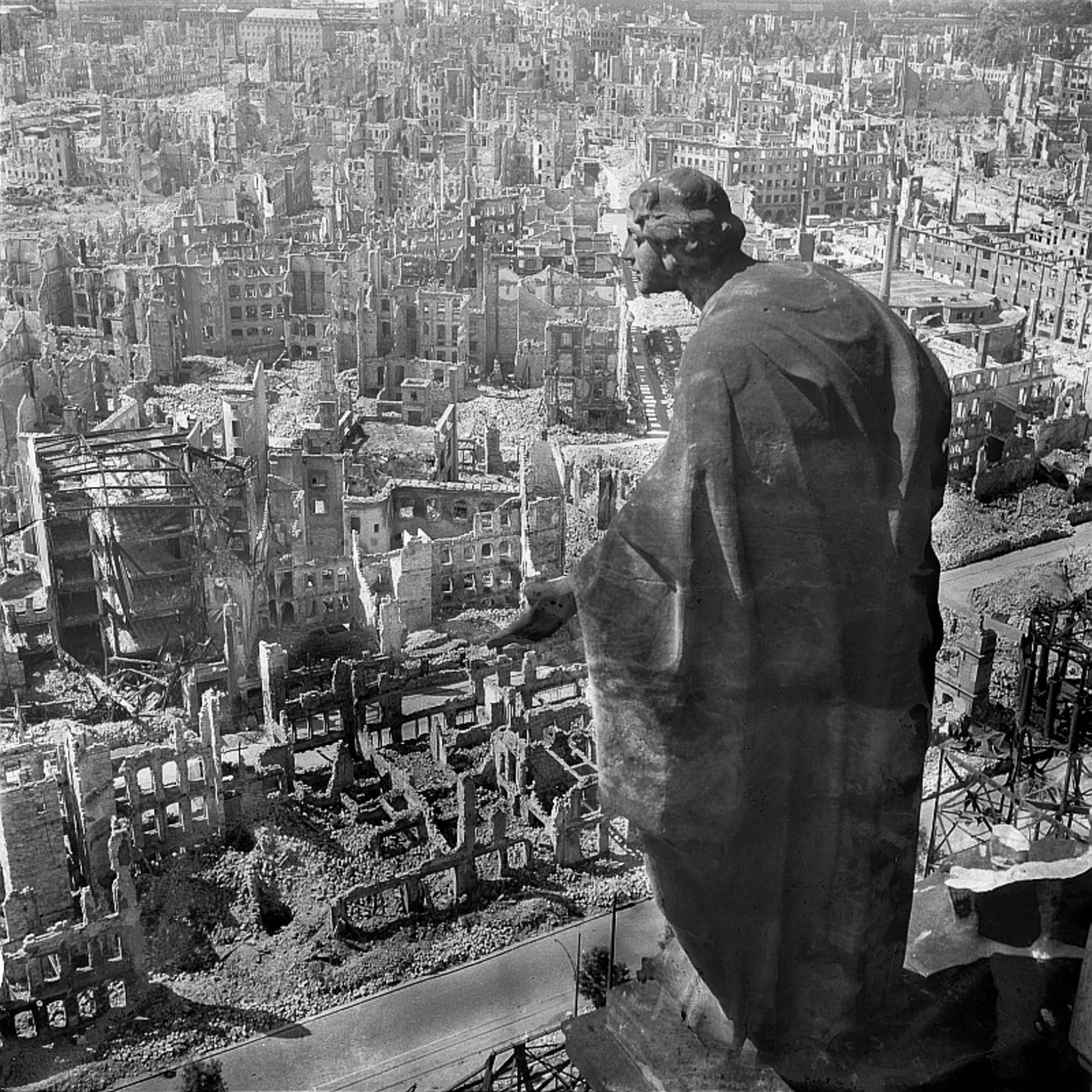
Blik op Dresden vanuit het stadhuis
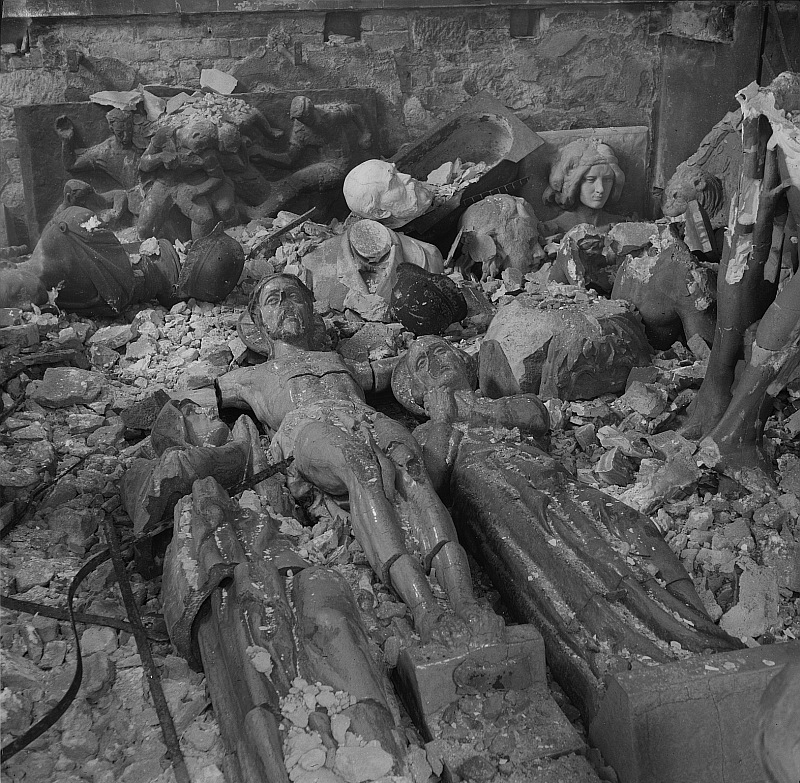
De ruïnes van Dresden
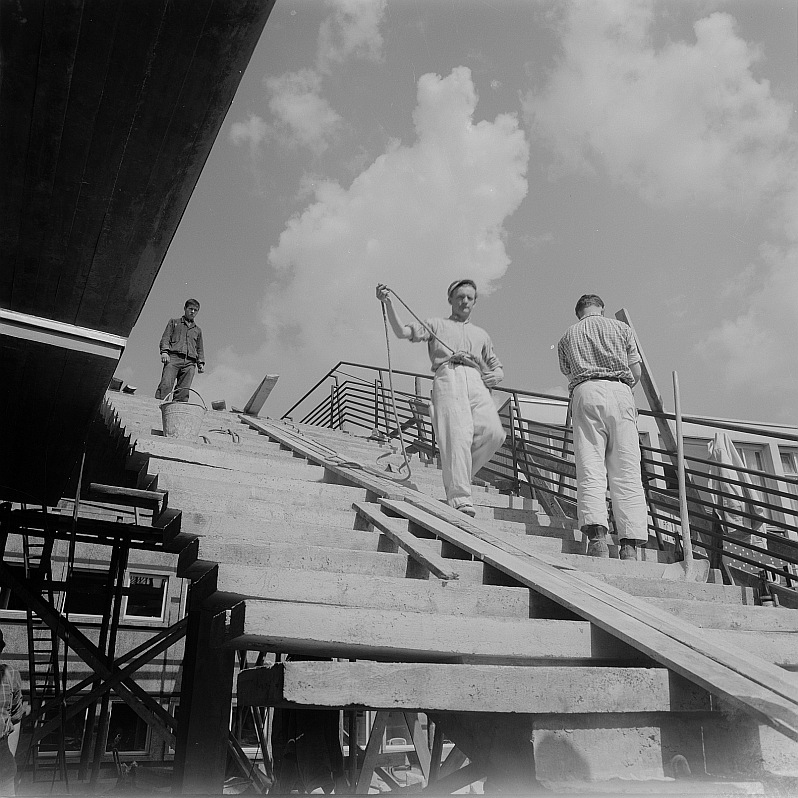
Dresden, wederopbouw, 'Freitreppe'
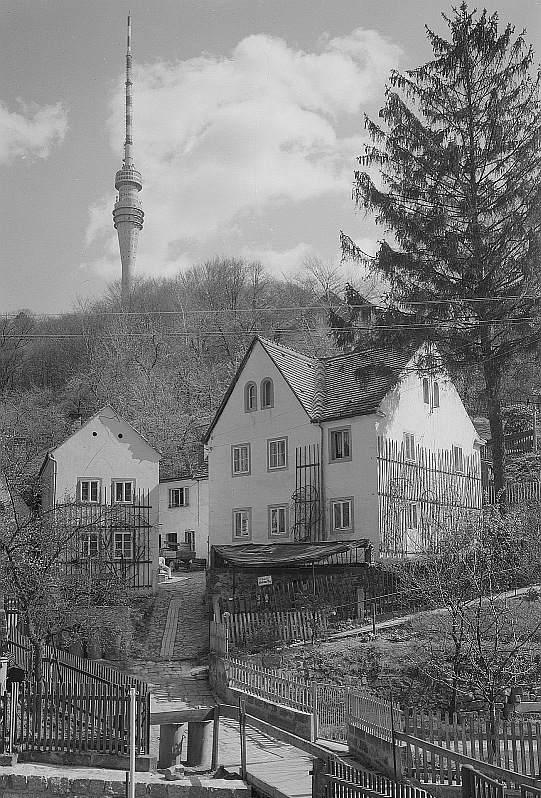
Televisietoren Dresden
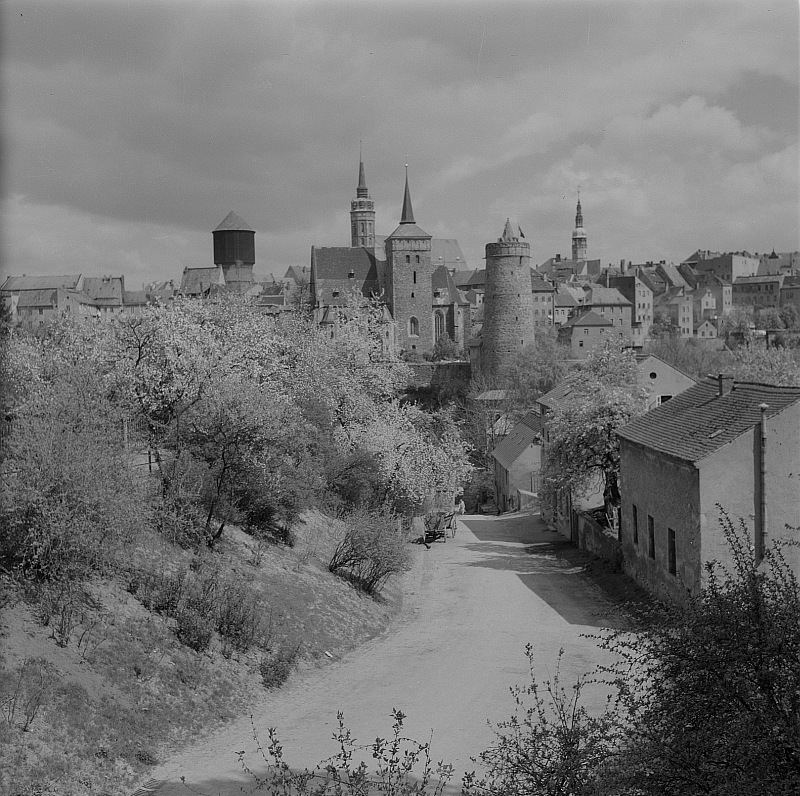
Blik op Bautzen
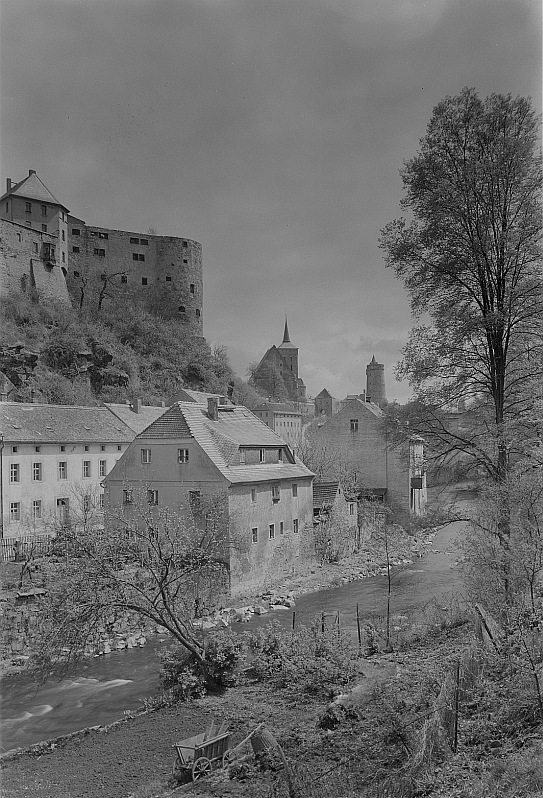
Blik op Bautzen
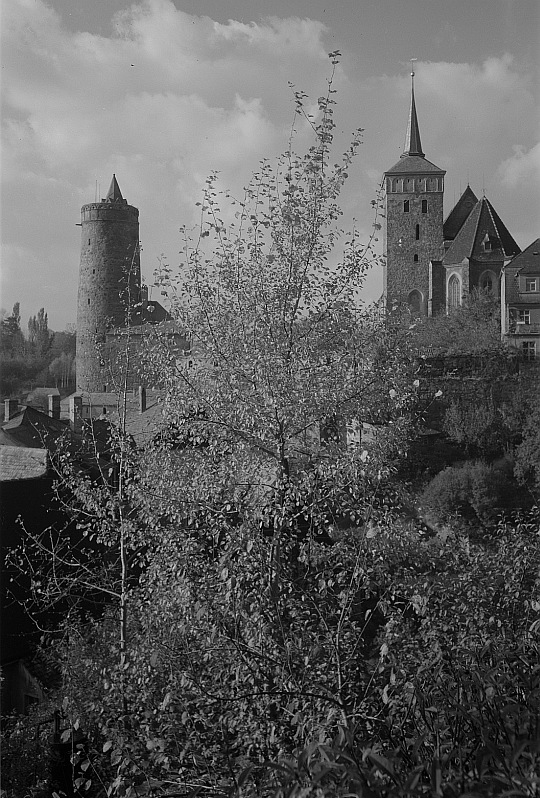
Bautzen, Michailskirche
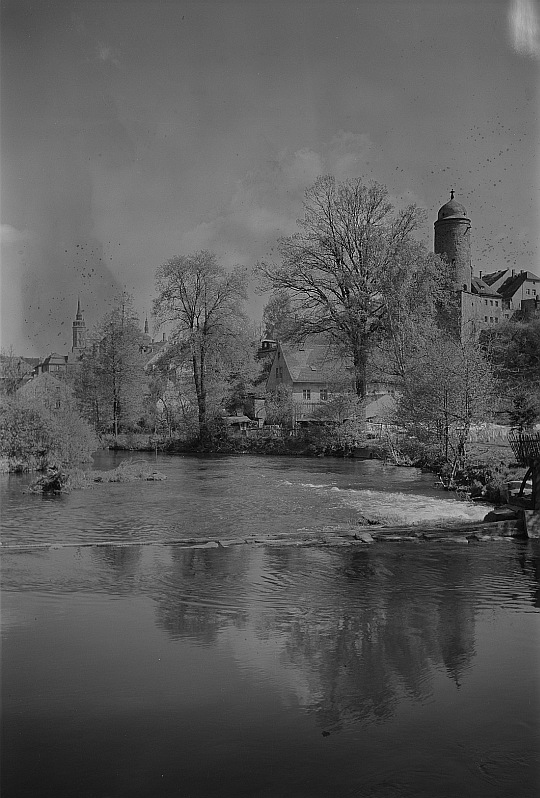
Bautzen, Spree-oever
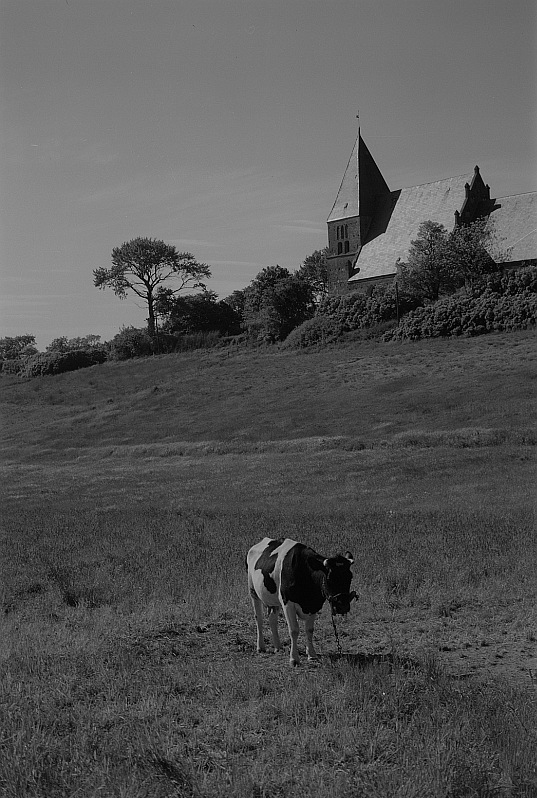
Bobbin, 1968
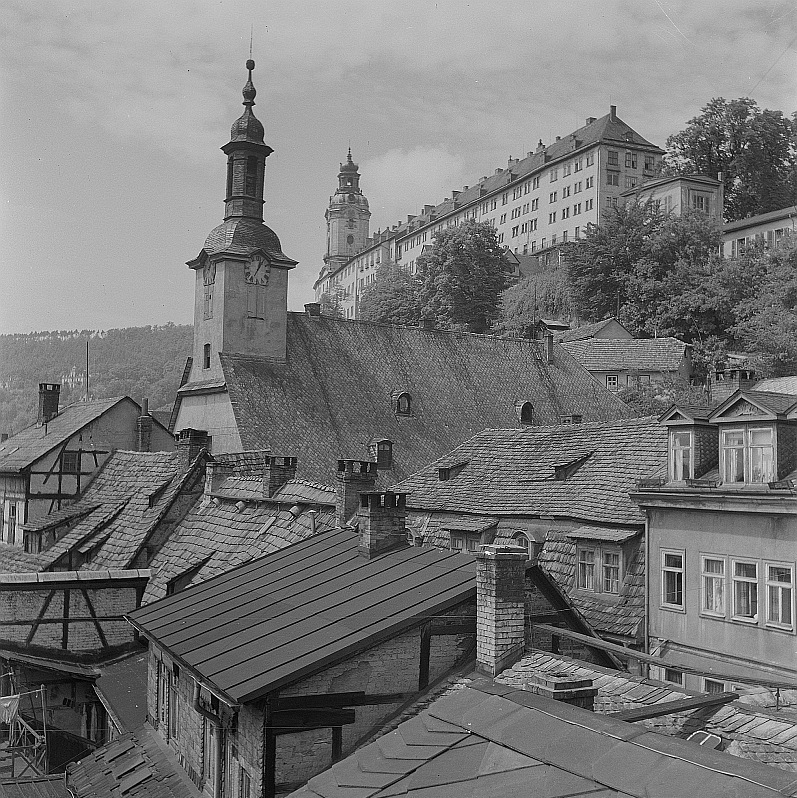
Blik op Rudolstadt
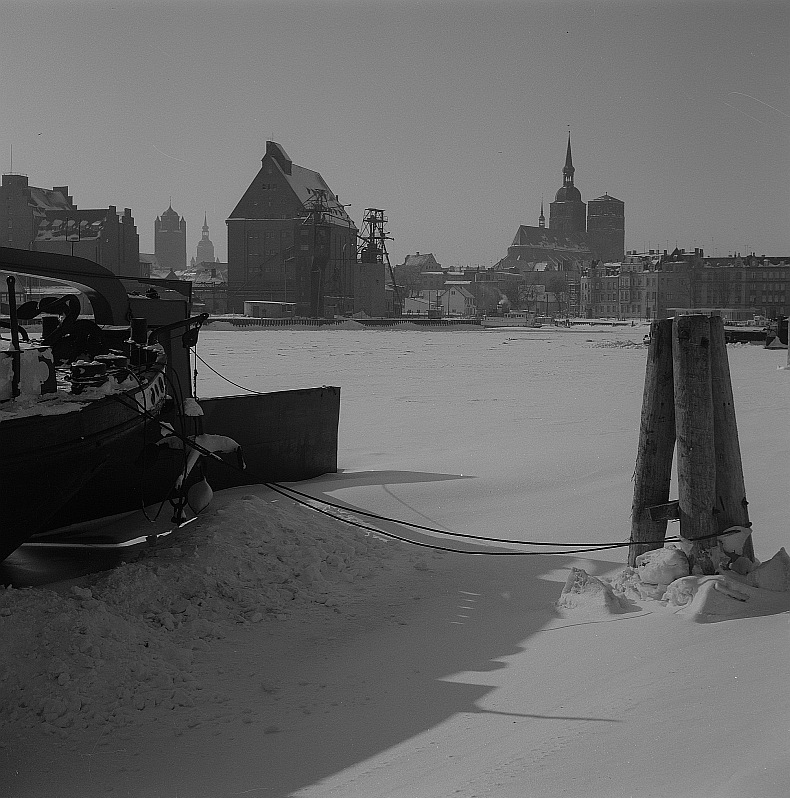
Stralsund, haven
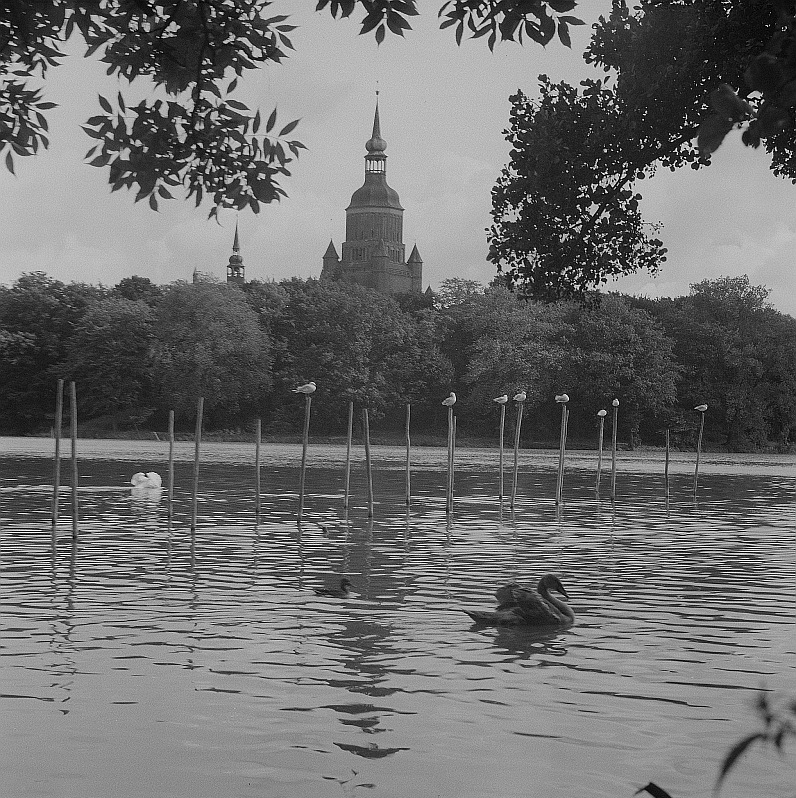
Stralsund, panorama
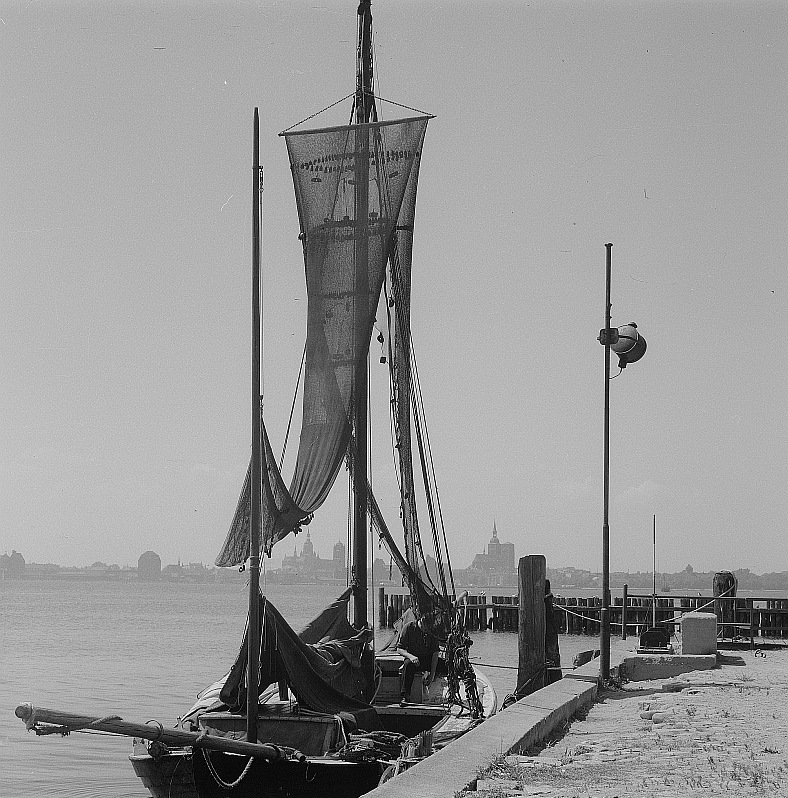
Schip bij Stralsund
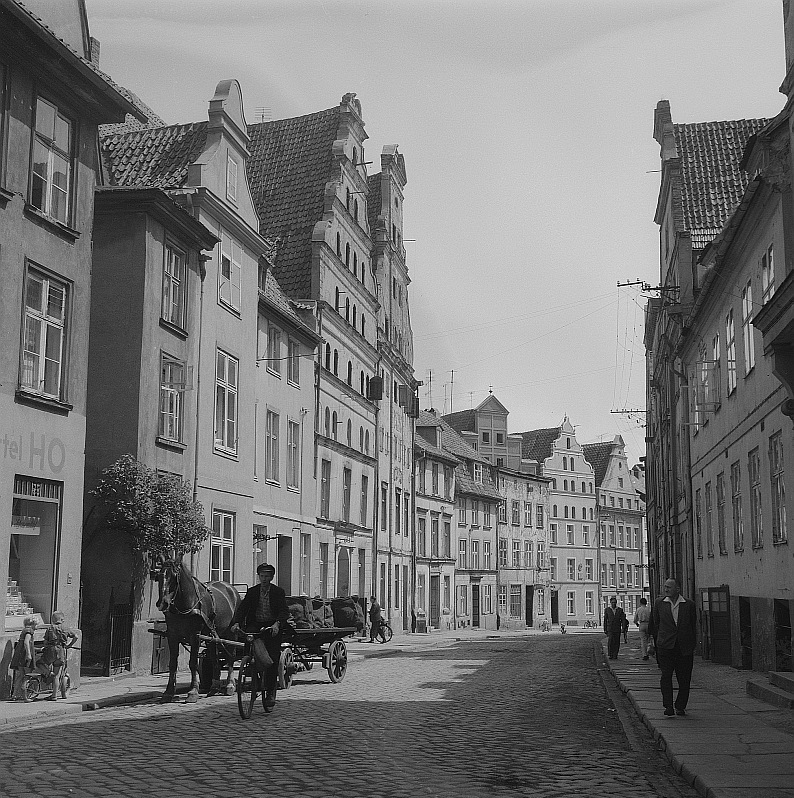
Stralsund, straatscène
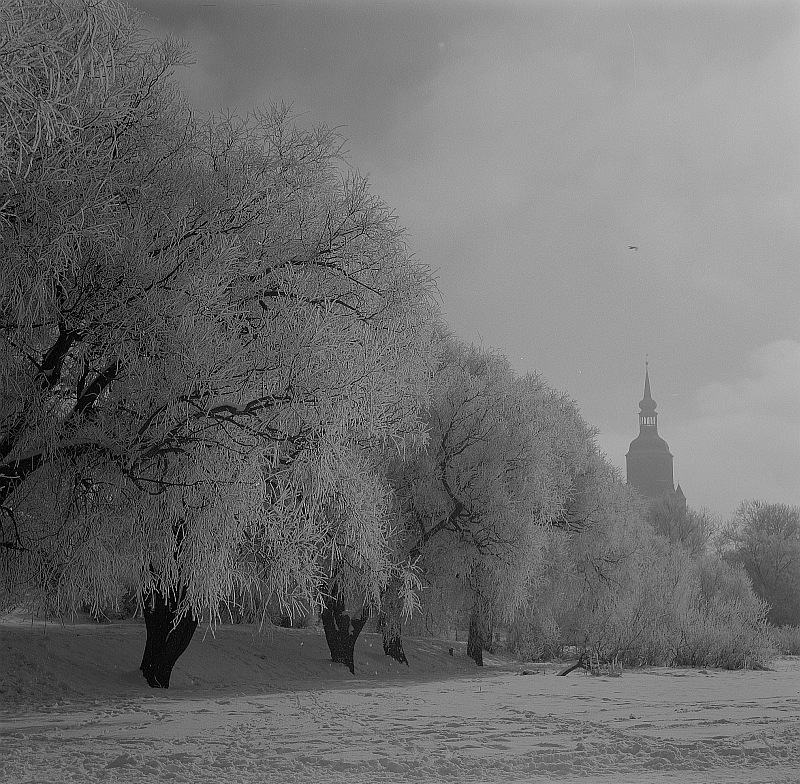
Stralsund in de winter
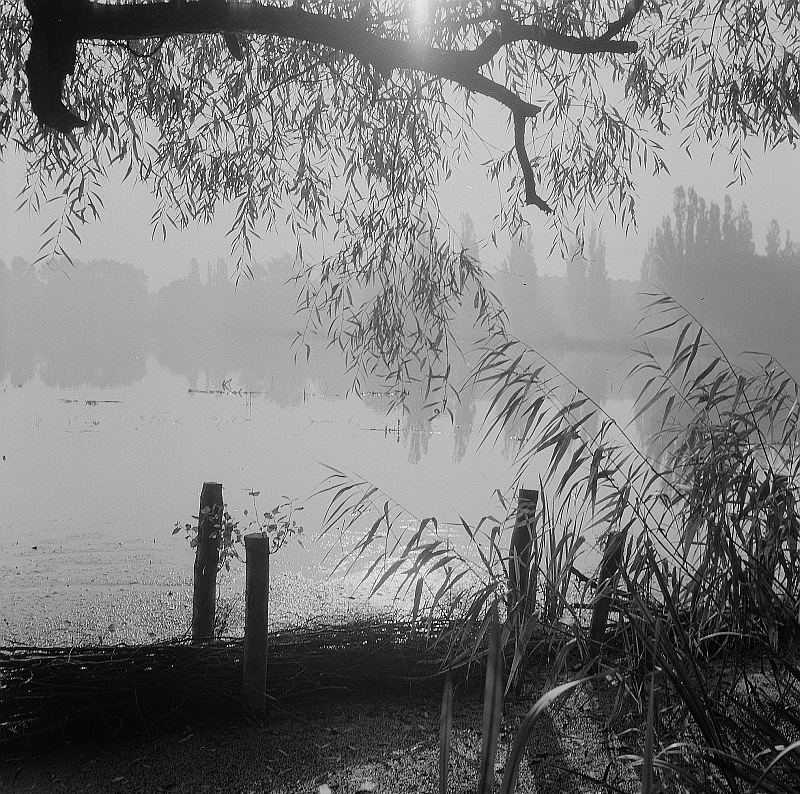
Stralsund in de mist
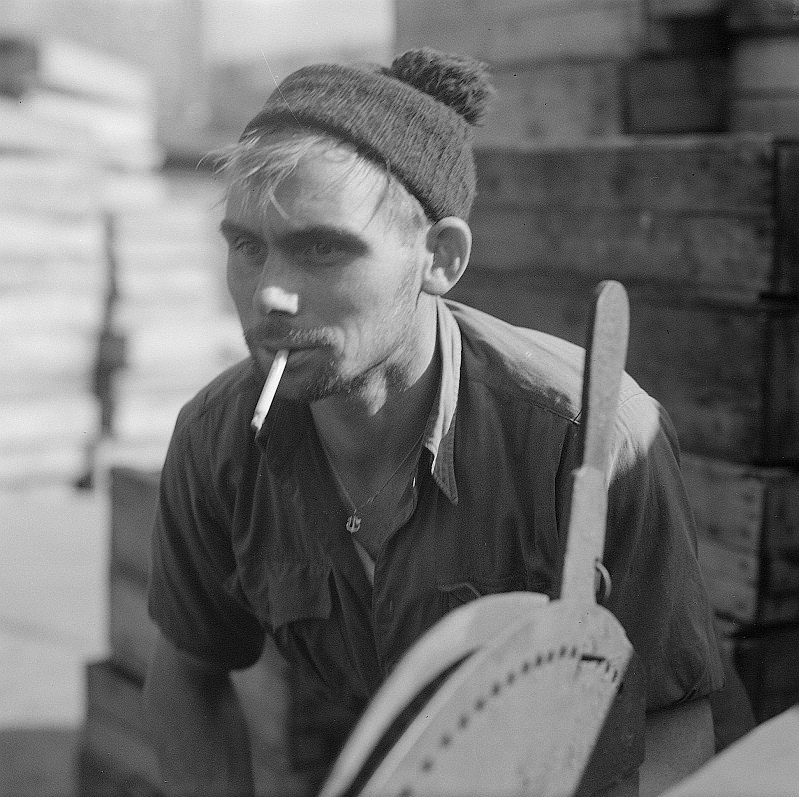
Stralsund, visser
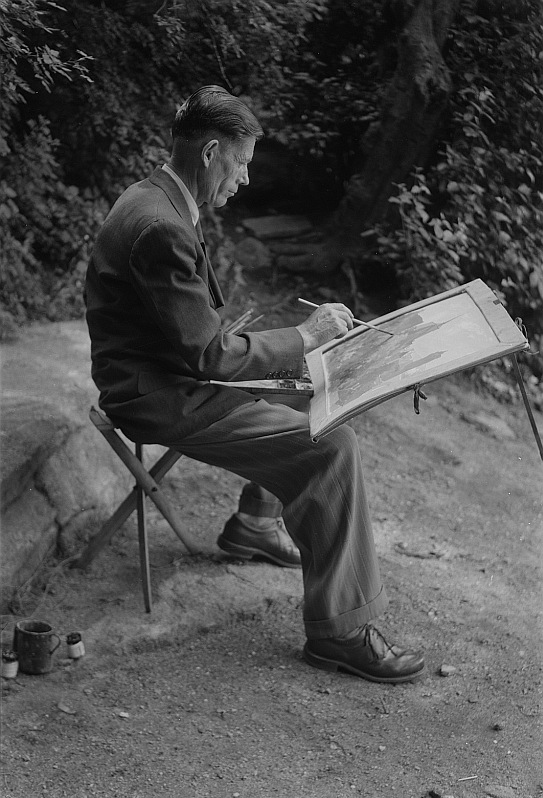
Kunstenaarsportret
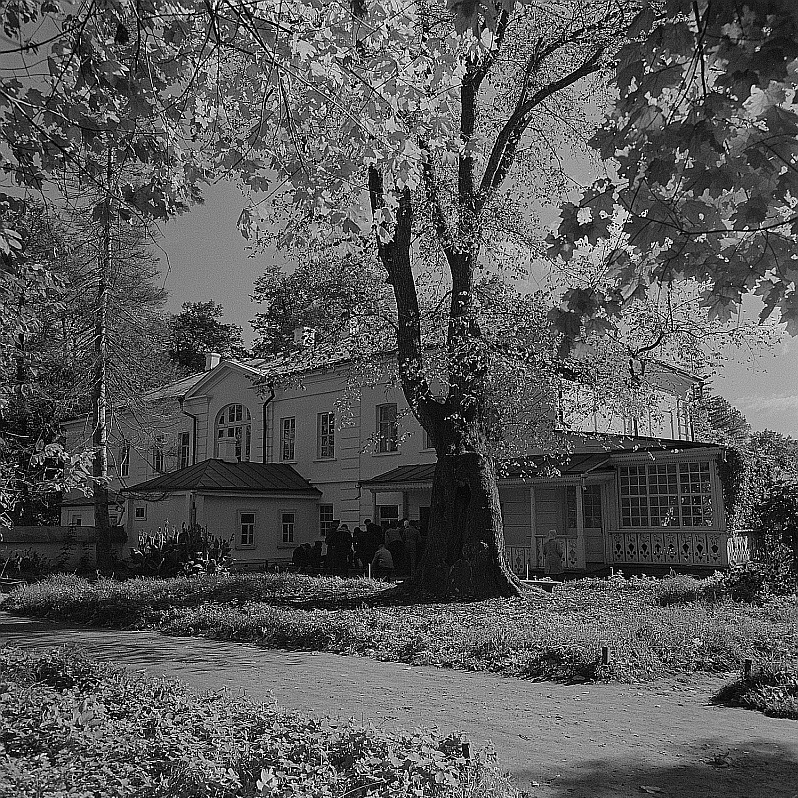
Jasnaja Poljana
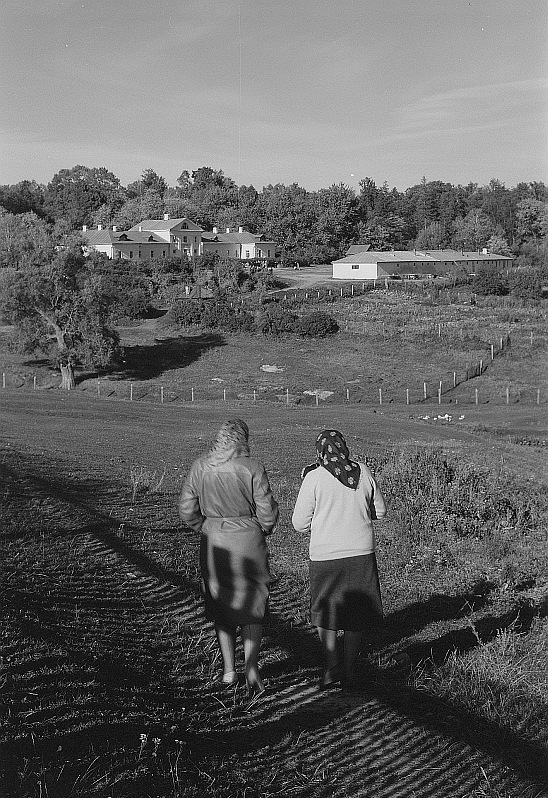
Jasnaja Poljana